# 耶塞尼克
耶塞尼克是捷克的城鎮，位於該國東北部，由奧洛穆克州負責管轄，面積38.22平方公里，海拔高度432米，2006年人口12,510，其中九成居民信奉羅馬天主教。

## 外部連結
- （捷克文） Official website